# Pustohrad
Pustohrad (též Buštěhrad) je zaniklý hrad východně od Hořic v okrese Jičín v Královéhradeckém kraji. Nachází se v údolí Bystřice jižně od vsi Doubrava. Hrad byl obydlen krátkou dobu ve třináctém století a brzy zanikl. Dochovaly se z něj terénní relikty opevnění a drobné fragmenty zdiva.

## Historie
O hradu se nedochovaly žádné písemné prameny ani jeho původní jméno. August Sedláček jej hypoteticky spojil s Tasem z Březovice připomínaným roku 1318, takže by mohl být sídlem jeho rodu. Tas z Březovice je zmiňován jako účastník sporu s Peškem ze Lhoty. Pokud se Peškův přídomek vztahoval k Svatogothardské Lhotě, která se nachází blíže hradu než Březovice, mohl být majitelem hradu on.  Dalším dokumentem, který lze hypoteticky s hradem spojit, je závěť Jakuše z Hořic, v níž svým synům kromě vesnic odkázal sídla označená jako minucionubus. Jedním z nich nejspíše byla hořická tvrz, zatímco další uváděná ve Lhotě a Březovicích mohou být Pustohradem. Nepřímo je panské sídlo ve Lhotě zmíněno v přídomku Jana ze Lhoty v roce 1407, a je tedy možné, že se jej týkaly i další nečetné zmínky o rodu ze Lhoty. Po krátké době osídlení hrad zanikl mohutným požárem. Je možné, že se tak stalo roku 1423 při událostech spojených s bitvou u Hořic. Možný je také dřívější zánik hradu, protože na začátku patnáctého století už svými malými rozměry nesplňoval nároky kladené na šlechtické sídlo.
Amatérský průzkum hradu provedli v devatenáctém století E. Karažej, František Pokorný a Josef Ladislav Jandera, kteří nalezli množství artefaktů, údajně včetně groše Václava IV. Jejich nálezy měly být uloženy v hořickém muzeu. Archeologické nálezy získané v narušeních terénu umožnily datovat založení hradu do druhé polovině třináctého století.

## Stavební podoba

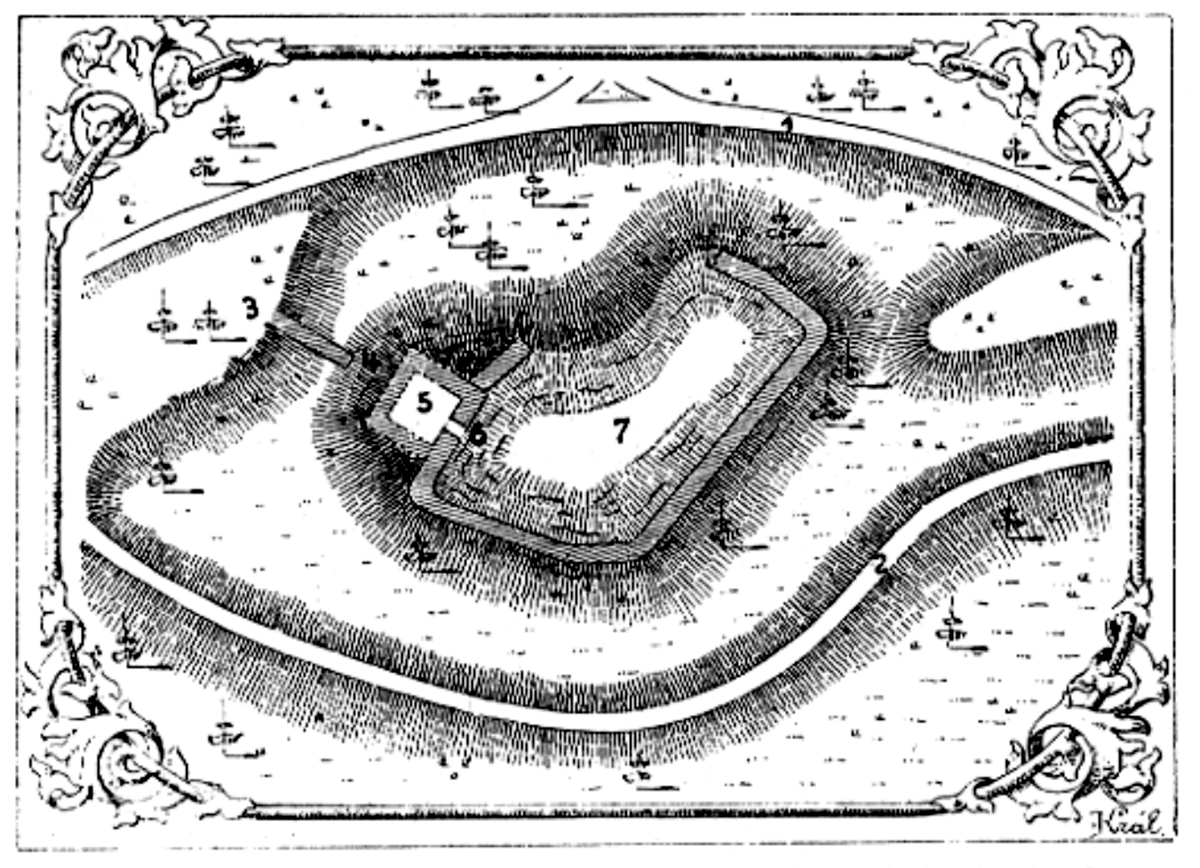
Půdorys hradu od Vojtěcha Krále z Dobré Vody publikovaný roku 1887

Hrad stával nad nevýrazným přechodem planiny do údolí Bystřice. Terén v okolí hradu je pozměněný těžbou kamene. Jednodílný hrad obepíná příkop, před nímž se dochoval val. Na čelní straně stávala čtverhranná a nejspíše věžovitá budova, v jejímž sousedství bývala brána. Budova mohla vzniknout jako mladší přístavba a sloužit přímo jako brána.
Samotné hradní jádro má přibližně pětiúhelníkový půdorys s rozměry 26 × 18 metrů. Vymezovala ho hradba postavená z lomového kamene a dochovaná v podobě valu. V roce 1975 byl díky amatérským výkopům patrný vnitřní líc obvodové hradby v západním nároží a stopy požáru s množstvím mazanice. Vnitřní zástavba bývala nejspíše roubená nebo hrázděná.
Pustohrad byl příkladem hradu s plášťovou zdí, mezi kterými patřil k nejstarším a nejmenším zástupcům v Čechách.